# Arroyo Carpintería (Rivera)
El arroyo Carpintería es un curso de agua uruguayo que atraviesa el departamento de Rivera perteneciente a la cuenca hidrográfica del Río Uruguay.
Nace en la cuchilla Yaguarí, cerca del límite con el departamento de Tacuarembó y desemboca en el Arroyo Yaguarí tras recorrer alrededor de 36 km.
- Datos: Q5705555